# Mahabodhitempel
De Mahabodhi tempel is een boeddhistische tempel in Bodh Gaya in de Indiase staat Bihar, op de plek waar Siddhartha Gautama de verlichting bereikte. Ter nagedachtenis werd in 250 v. Chr. op die plek een tempel gesticht door koning Asoka.
De tempel staat sinds 2002 op de Werelderfgoedlijst.
In Japan werd er een replica van de Mahabodhitempel gebouwd in Kurume met ernaast de Kannon van Kurume.